# Net Operating Profit After Taxes
Der Net Operating Profit After Taxes (NOPAT) oder deutsch Betriebsergebnis nach Steuern bezeichnet den versteuerten Gewinn aus der operativen Geschäftstätigkeit.
Der NOPAT ist vom EBIAT zu unterscheiden. Während sich der NOPAT nur auf das Betriebsergebnis bezieht, inkludiert der EBIAT hingegen auch außerbetriebliche Bereiche, die sich auch im EBIT niederschlagen. Unter Umständen kann das Jahresergebnis (EAT) das Betriebsergebnis (EBIT) sein, etwa bei 100 % Eigenkapital Finanzierung oder, wenn die Produktion nicht Kosten deckend verläuft. In diesem Fall wären NOPAT und EBIAT identisch.

## Berechnung
```
 Betriebsergebnis * (1 - Ertragssteuerquote) = NOPAT
```

Der Wert NOPAT wird dazu verwendet weitere Kennzahlen wie den Economic Value Added (EVA) oder den Return on Capital Employed (ROCE) zu berechnen.

## Abgrenzung zum NOPLAT
Während der NOPAT (Net Operating Profit After Taxes) die tatsächlich zu zahlenden Steuern vom EBIT abzieht, werden beim NOPLAT (Net Operating Profit Less Adjusted Taxes) die fiktiv zu zahlenden Steuern abgezogen. Da auf Zinsaufwand keine Steuern gezahlt werden, ist der NOPLAT höher als der NOPAT, sofern Fremdkapitalkosten bestehen. Da der Unterschied in der nächsten Periode wieder glattgestellt wird, ergibt sich mittelfristig wieder ein Ausgleich.